# San José de la Montaña (Costa Rica)
San José de la Montaña è un distretto della Costa Rica facente parte del cantone di Barva, nella provincia di Heredia.
San José de la Montaña comprende 14 rioni (barrios):
- Cipresal
- Gallito
- Higuerón
- Huacalillo
- Isla
- Meseta
- Montaña

- Paso Llano
- Plan de Birrí
- Porrosatí
- Roblealto
- Sacramento
- San Miguel
- Zapata